# Кишкин, Сергей Михайлович
Сергей Михайлович Кишкин (12 (25) сентября 1909, деревня Гусь-Железный Меленковского района Владимирской губернии — 14 мая 1993, Минск) — советский белорусский государственный деятель, лауреат Сталинской премии (1950).

## Биография
Из рабочих. Член КПСС (1930). Окончил Московский институт сельскохозяйственного машиностроения имени Калинина (1935).
В 1924—1930 годах работал на Люберецком заводе сельскохозяйственных машин в Московской области.
В 1934—1955 годах — инженер, главный инженер, начальник цеха, сборочного цеха, отдела технического контроля Горьковского автомобильного завода.
За создание конструкции и технологии, организацию производства и освоение массового выпуска легкового автомобиля «Победа» был в составе коллектива удостоен Сталинской премии за выдающиеся изобретения и коренные усовершенствования методов производственной работы 1950 года.
С 1955 года — директор Минского автомобильного завода, начальник машиностроительного отдела Совнархоза Белорусской ССР, с 1962 года — заместитель председателя, председатель Совнархоза Белорусской ССР.
С октября 1965 по 1974 год — заместитель Председателя Совета Министров Белорусской ССР.
На 22-м и 25-м съездах КПБ избирался кандидатом в члены ЦК, на XXVI—XXVII съездах КПБ — членом ЦК КПБ.
Депутат Верховного Совета Белорусской ССР 5-8 созывов. Награждён орденом Ленина (1952), 3 орденами Трудового Красного Знамени (1945, 1966, 1969), медалями.
Умер в Минске в 1993 году.